# Piper flongatum
Piper flongatum là một loài thực vật có hoa trong họ Hồ tiêu. Loài này được Vahl miêu tả khoa học đầu tiên.